# 満洲国陸軍軍官学校
- 満洲国陸軍軍官学校
- 滿洲國陸軍軍官學校
- 満州国陸軍軍官学校

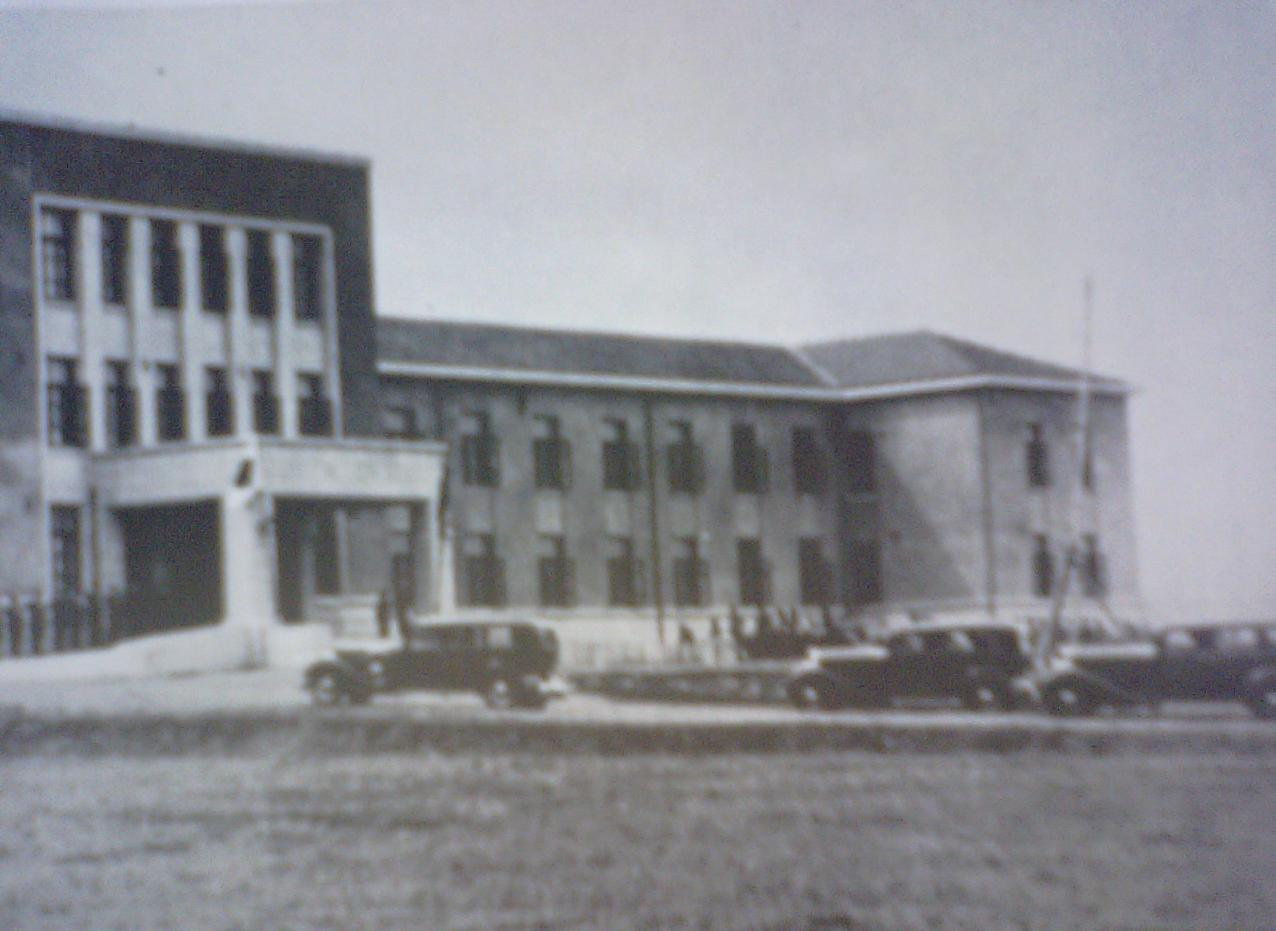
満州国陸軍軍官学校（1941年6月20日撮影）

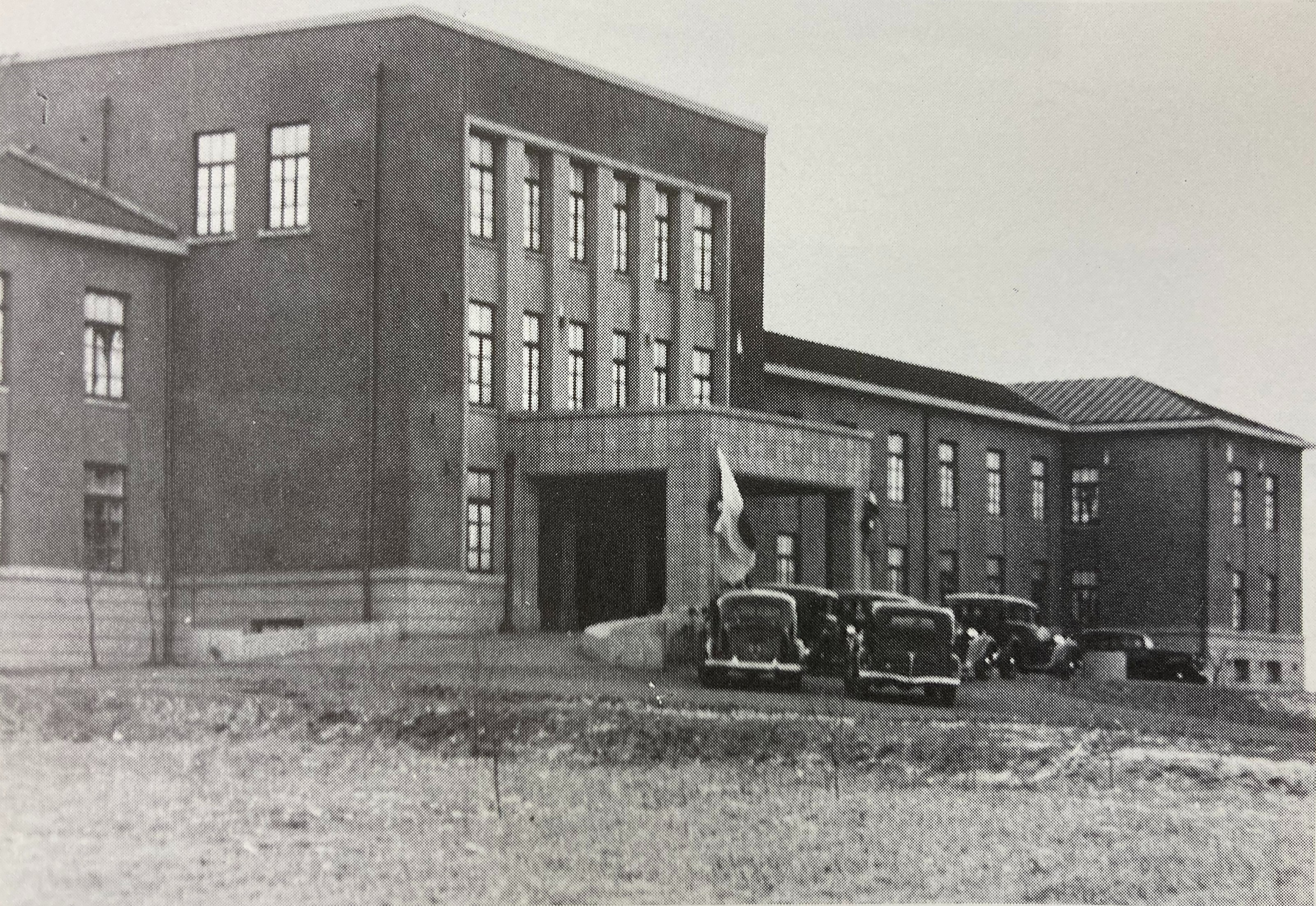
満洲国陸軍軍官学校 学校本部前の車

満洲国陸軍軍官学校（まんしゅうこくりくぐんぐんかんがっこう、滿洲國陸軍軍官學校）は、満洲国新京特別市浄月区同徳台（現・中華人民共和国吉林省長春市洋浦大街）に存在した、満洲国陸軍の軍官学校（士官学校）である。

## 名称
略称は軍校。満洲帝国陸軍軍官学校、あるいは単に陸軍軍官学校と称した。また、相武台（陸軍士官学校）、振武台（陸軍予科士官学校）、修武台（陸軍航空士官学校）等と同様に、満洲国皇帝溥儀が開校式に於いて陸軍軍官学校の所在する南崗台地を同徳台（どうとくだい）と命名したことから、通称を同徳台、そこから同徳台陸軍軍官学校とも呼ばれた。日本語の「士官学校」を満語（中国語）では「軍官学校」といい、「満洲国陸軍士官学校」ではなく「満洲国陸軍軍官学校」と称した。

## 概要
満洲国軍の教育機関は1932年（大同元年）に設立された2年制の中央陸軍訓練処（のち奉天軍官学校に改称、1942年（康徳8年）に陸軍訓練学校へ改編）に端を発する。中央陸軍訓練処は、在来（軍閥）の軍隊を主体として設立した満洲国軍を真の国軍とするため、国軍幹部養成の綜合的教育機関として設立された。
本校は1939年（康徳6年）4月に、満洲国軍の正規課程に基づく軍官（士官）を育成する機関（士官学校）として、陸軍軍官学校令（康徳6年3月10日勅令第50號）に基づき、新京特別市郊外、二道河子より東方約8粁、吉林街道沿いの拉々屯台地（南崗台地）に設立された。日本人将校を育成するだけの学校ではなく、台湾人、朝鮮人、満洲人が同じ教育・訓練を受けた士官学校である。成績優秀者には皇帝から恩賜の金時計が与えられた。1941年（康徳8年）からは皇弟の愛新覚羅溥傑も教官を務めていた。
なお、蒙古系満洲人に対しては、1934年（康徳元年）7月に蒙古人軍官養成を専門とする興安軍官学校が設立され、1939年（康徳6年）10月に陸軍興安学校に改称した。
1939年（康徳6年）4月に入学した1期生（満系）をはじめとして、1944年（康徳11年）12月に入学した7期生が最後の満洲国陸軍軍官学校の生徒となった。
満洲国及び満洲国軍の解散後、跡地は国民政府に接収され、国共内戦後は中国人民解放軍戦車第三編練基地となる。現在同地には中国人民解放軍装甲兵技術学院が立つ。

## 訓練
生徒は午前6時起床、点呼終了後、まず最初に天皇の居住する東方（宮城）に向かって宮城遥拝した後、再度満洲国皇帝の居住する西方（満洲国皇宮）に向かって宮城遥拝して一日を始めた。午前は学科の授業を行い、午後は練兵場や屋外で撃剣・銃剣術・柔道・歩兵戦闘技術などの術課教育を受けた。
日本人は「日系生徒」、それ以外は蒙古人、朝鮮人などもまとめて「満系生徒」として区別されていた。日系生徒と満系生徒はそれぞれ別の教育中隊に分けられた。満系生徒の場合、2個中隊8区隊に編成され、1個区隊（小隊）は30人から構成された。
満系生徒は中学校から試験を受ける事が出来たが、日系生徒は独自の試験がなく、内地の陸軍予科士官学校などの志願者から選抜されていた。日系生徒は満洲で予科卒業後、本科は全員が内地の陸軍士官学校（陸士）、陸軍経理学校、陸軍航空士官学校へと戻り、日本軍の幹部候補生（幹候）とともに学んだ。また満系生徒も予科卒業生のうち、選抜された成績優秀者は日本陸士編入特典が付与された。これは中央陸軍訓練処にも有ったが、中央陸軍訓練処の生徒は満洲国軍将校の身分で留学したため、一般生徒とは起居や教育内容が違っているのに対して、軍官学校の生徒は一般生徒に混入されて起居も教育内容も同じであった。

## 歴代校長
- 郭恩霖（中国語版）
- 南雲親一郎：1939年（康徳6年）4月 -
- 山田鉄二郎：1942年（康徳9年）3月10日 - （元広島陸軍幼年学校校長）

## 出身者
第二次世界大戦後、満系生徒たる朝鮮人出身者の多くは軍事英語学校を経て南朝鮮国防警備隊、そして大韓民国国軍に入った。彼らは出身校や軍官学校で培った横の繋がりが非常に強く、その結果、同期で南朝鮮労働党に感化されて麗水・順天事件の折に粛軍運動の犠牲となった者も少なくなかったが、粛軍を免れた者は日本陸士・幹候出身者同様に軍内部で出世する事が出来、また5・16軍事クーデターでの強力な支持基盤ともなった。
一方で、朝鮮建国準備委員会の指示でソ連占領地域に越北した南朝鮮国防警備隊将校の多くが満洲国軍出身者だった。当初正規の軍事訓練を受けた事で八路軍や東北抗日聯軍出身者からは歓迎されていたが、翌年になると旧満洲国軍出身者のほとんどが投獄されたという。唯一、満洲国軍航空兵中尉だった朴承煥は釈放後に出世して朝鮮人民軍の航空副司令官になったとも、釈放されずそのまま収容所で獄死したともいわれる。
1期
1939年（康徳6年）4月入学（満系90名）、1940年（康徳7年）1月入学（日系172名）
春日園生、朴林恒（首席、日本陸士56期編入、韓国陸軍中将）、李周一（日本陸士56期編入、韓国陸軍大将）、崔昌彦（日本陸士56期編入、韓国陸軍中将）、崔昌崙（日本陸士56期編入、韓国陸軍大尉）、金敏奎（日本陸士56期編入）、趙永遠（日本陸士56期編入）、金東河、金永沢（日本陸軍経理学校編入、韓国陸軍准将）、尹泰日（韓国陸軍中将）、方圓哲（越北のち越南し韓国陸軍大領）、李奇建（越北、朝鮮人民軍少佐、のち越南し韓国陸軍准将）、李淳（日本陸軍経理学校編入）
2期
1940年（康徳7年）4月入学、1942年（康徳9年）3月23日卒業。日系240名、満系240名（うち朝鮮系12名）
朴正煕（首席、日本陸士57期編入、大統領）、李翰林（日本陸士57期編入、韓国陸軍中将）、李燮俊（日本陸士57期編入）、金在豊（日本陸士57期編入、越北）、李再起（韓国陸軍大領）、金默（韓国陸軍少将）、安永吉（韓国陸軍少領、死刑）、姜昌善（韓国陸軍大尉、死刑）、李尚鎮（韓国陸軍少領、死刑）、李炳冑（韓国陸軍少領、死刑）
3期
1941年（康徳8年）
崔周鍾（日本陸士58期編入、韓国陸軍少将）、姜泰敏（日本陸士58期編入、韓国陸軍少将）
4期
1942年（康徳9年）
張銀山（首席、韓国陸軍大領、死刑）、芮琯壽（韓国陸軍大領）
5期（満系のみ）
1943年（康徳10年）
姜文奉（首席、日本陸士59期編入、韓国陸軍中将）、黄沢林（日本陸士59期編入、韓国陸軍少領、死刑）、李容述（日本陸士59期編入）、金泰鍾（日本陸士59期編入）
6期
1944年（康徳11年）1月入学、日系200名
金潤根（日本陸士60期編入）、金世鉉（日本陸士60期編入）、鄭正淳（日本陸士60期編入）、金錫權（日本陸士60期編入）、李遇春（日本陸士60期編入）、金鶴林（日本陸士59期編入、韓国陸軍中尉、死刑）、金基濬（日本陸士60期編入）、朴承煥（越北）、金東勲、陸宏修、新原
7期
1944年（康徳11年）12月入学、375名
金光植（驪州大学学長）

## 終戦の混乱と7期生のシベリア抑留
1945年（康徳12年）6月、予科卒業が近い6期生は戦況悪化に伴い内地進学が中止となる事を危惧しており、その数名が中隊長や区隊長に無断で関東軍司令部に直訴、これが通り、したがって終戦時生徒は7期生のみが満洲に残っていた。
ソ連侵攻後の8月10日には軍官学校は関東軍の指揮下に入り、新京防衛戦に動員されることとなり、8月13日には軍官学校生徒隊が新京郊外にて防衛の任に着いた。しかし、この段階ですでに満系将兵や生徒の離反が始まっており、8月14日の深夜には満系将兵と生徒の一部が軍官学校輸送隊用の自動車20台を動かして脱出した。
その後、8月15日の終戦直後に満系生徒が一斉に離反、青天白日旗を掲げて中国軍へと合流を表明する事態に至り、日系生徒との間で一瞬即発の事態となったが、日系と満系の教官同士の話し合いにより日系教官と生徒が校舎を退去することで決着した。
ポツダム宣言受諾直後、ソ連侵攻の情報が流れる中で建国大学幹部が中心となり独自に朝鮮との国境付近に拠点を作る動きがあり、軍官学校の教官や生徒にも部隊を離脱し参加するよう呼びかけがあった。しかし生徒参加は軍官学校幹部が頑として応じず、結局参加したのは教官ら3人だけであり、しかも豪雨で阻まれ参加は頓挫した。その後、新京に進駐した赤軍（ソビエト連邦軍）によって軍官学校の生徒や教官は捕虜となり、シベリア抑留で7期生の中でも95名が死亡したとされる。